# Publius Curiatius Fistus Trigeminus
Pour les articles homonymes, voir Horatius Pulvillus.
Publius Curiatius Fistus Trigeminus ou Publius Horatius Pulvillus, est un homme politique romain du Ve siècle av. J.-C., consul en 453 av. J.-C. et décemvir en 451 av. J.-C.

## Famille
Il est nommé Publius Curiatius par Tite-Live mais Publius Horatius par Denys d'Halicarnasse, qui confirme néanmoins Tite-Live pour les faits. Diodore de Sicile quant à lui donne seulement Trigeminus. Il pourrait donc appartenir à la gens des Horatii et non à celle des Curiatii, deux gentes qui se sont opposées sous la monarchie romaine lors du combat des Horaces et des Curiaces.
S'il appartient à la gens Curiatia, il est le seul membre de sa famille à atteindre le consulat.

## Biographie

### Consulat
En 453 av. J.-C., il est consul avec Sextus Quinctilius Varus. Rome est cette année ravagée par une famine et une épidémie, mortelle aussi bien pour les hommes que pour les animaux, ce qui fait penser au typhus, similaire à l’épidémie qui avait sévi dix ans plus tôt. Son collègue Varus et le consul suffect qui le remplace meurent tous les deux de maladie cette même année.

### Décemvirat
En 451 av. J.-C., il fait partie de la première commission des décemvirs qui rédige les dix premières tables de la loi des Douze Tables,,.

### Auteurs antiques
- Tite-Live, Histoire romaine, Livre III, 32-34 sur le site de l'Université de Louvain
- Diodore de Sicile, Histoire universelle, Livre XII, 9 sur le site de Philippe Remacle
- (en) Denys d'Halicarnasse, Antiquités romaines, Livre X, 50-60 sur le site LacusCurtius

### Auteurs modernes
- (fr) Annette Flobert (trad. du latin), Tite-Live, Histoire romaine, Livres I à V, Paris, Flammarion, 1995, 643 p. (ISBN 2-08-070840-6)
- (en) T. Robert S. Broughton, The Magistrates of the Roman Republic : Volume I, 509 B.C. - 100 B.C., New York, The American Philological Association, coll. « Philological Monographs, number XV, volume I », 1951, 578 p.